# Стабихун
Стабихун (нидерл. Stabyhoun или Friese Stabij) или Стаби (з.-фриз. Stabij) — порода собаки, происходящая из Нидерландов, где её держали крестьяне. Порода довольно малочисленная, в мире всего 7000 собак. Сейчас породу заводят для подружейной охоты или как компаньона.

## История
Родина породы — лесная зона на юго-востоке Фрисландии в Нидерладах. Собак этой породы крестьяне использовали для ловли кротов, крыс и хорьков на участках, охраны дома и охоты на мелкую дичь.
Порода была признана Голландским клубом собаководства в 1942, а в 1960 году породу признал FCI.

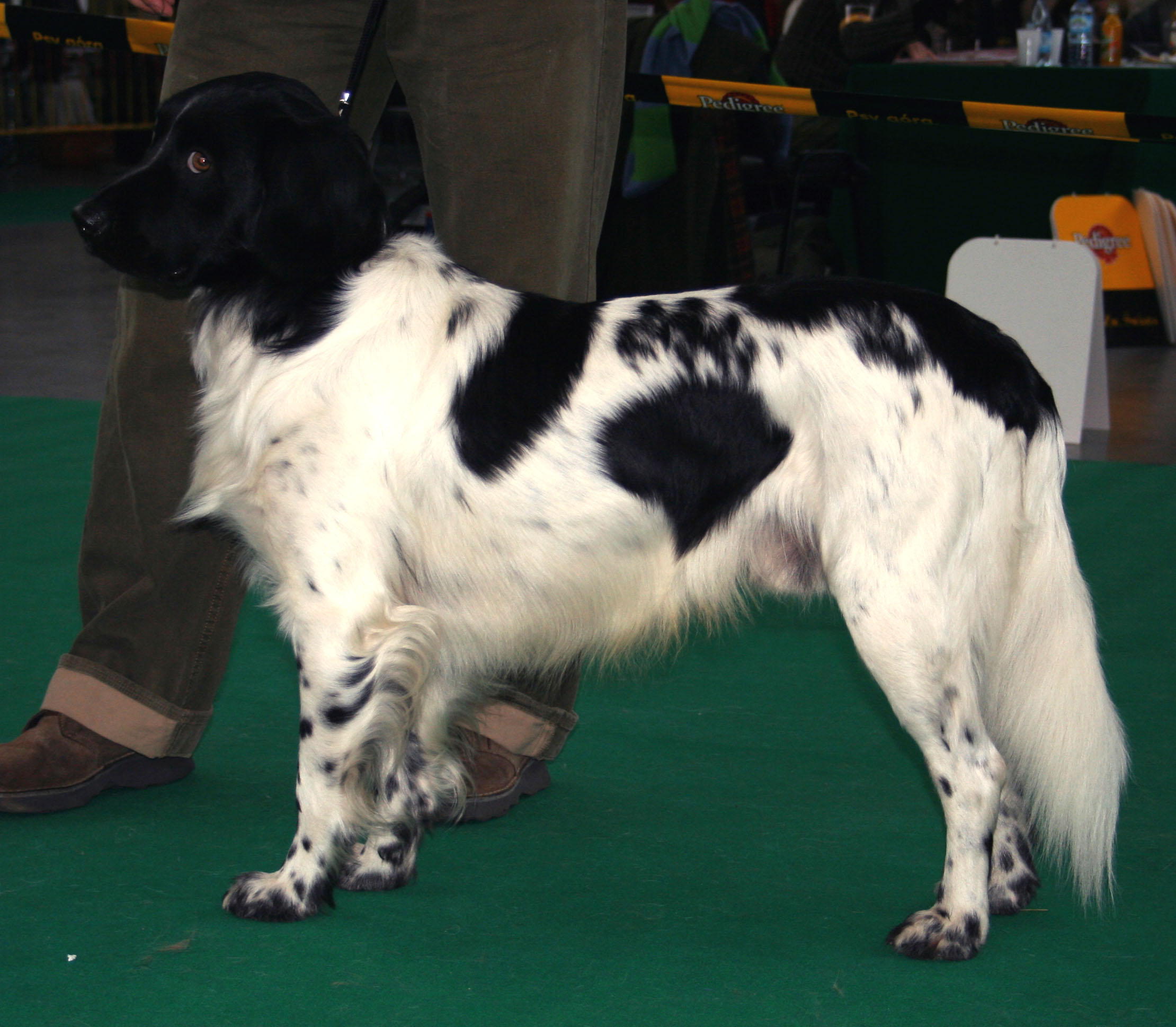

С 60-х годов XX века порода стала приобретать известность за пределами Голландии.
В Нидерландах Стабихун признан национальным достоянием.

## Внешний вид

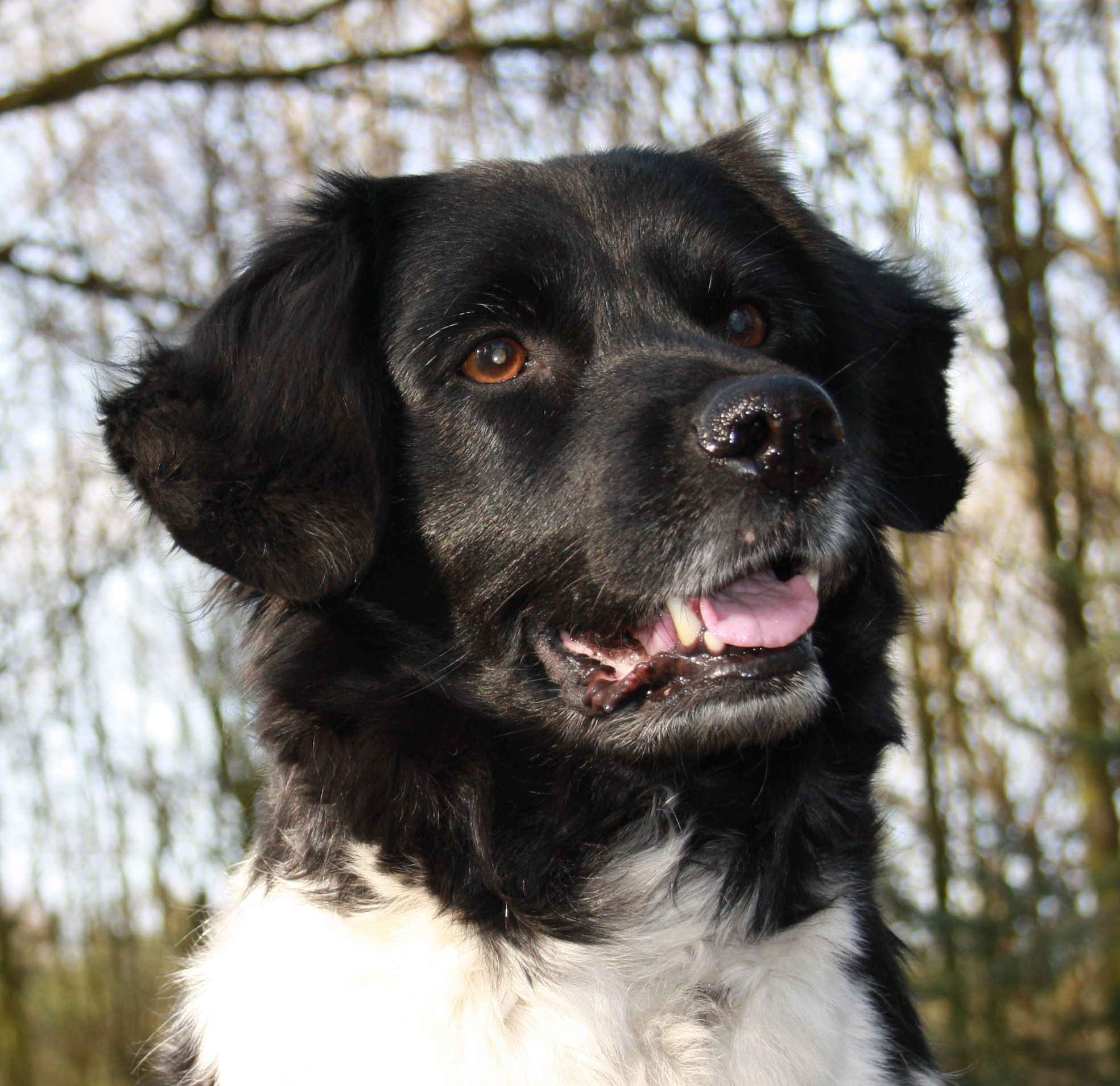
Морда Стабихуна

Стабихун — крепко и пропорционально сложенная собака среднего размера.
Голова не большая, череп немного округлый, умеренно широкий, лицевая часть прочная, спинка носа ровная. Морда сужается к кончику носа, не заостренная. Нос чёрный у чёрно-белых собак и коричневый у коричнево-белых. Челюсти и зубы мощные, прикус ножницеобразный. Глаза среднего размера. У чёрно-белых собак радужка тёмно-коричневая, у коричнево-белых светло-коричневая. Уши висячие, средней длины.
Шея сильная, средней длины. Тело мощное, четко очерченное и мускулистое. Спина ровная и прямая. Грудь широкая и глубокая. Ребра длинные и глубокие. Хвост в форме сабли.
Передние конечности сошные, мускулистые, стоят немного широко. Локти плотно прижаты к груди, прямые. Передние лапы сильные и компактные. Задние лапы, также сильные и мускулистые. Бедра широкие с хорошей мускулатурой. Задние лапы такие же как передние.
Движения мощные и гармоничные.
Кожа плотная. Шерсть средней длины, хорошо защищает от непогоды благодаря плотному и водоотталкивающим подшерстку. Окрас: чёрный и коричневы с белыми отметинами
Высота кобелей: 50—53 см, сук: 48—50 см. Вес кобелей: 22—27 кг, сук: 18-23 кг.

## Характер
Стаби — уравновешенная собака, являющаяся отличным компаньоном, порода очень активная и трудолюбивая, послушная, терпеливая, но своенравная, самостоятельная и немного упрямая. Стаби очень привязаны к своему хозяину. Порода хорошо ладит с детьми и другими собаками.